# Saint Pierre en prison est visité par saint Paul
Saint Pierre en prison est visité par saint Paul est une fresque de Filippino Lippi qui décore la chapelle Brancacci dans l'église Santa Maria del Carmine à Florence. L'œuvre (230 × 88 cm) peut être datée vers 1482-1485.

## Histoire
La décoration de la chapelle Brancacci est probablement restée inachevée en raison du départ de Masaccio pour Rome en 1428, où il a trouvé la mort peu de temps après. De plus, l'exil du client Felice Brancacci en 1436 a entravé toute possibilité de reprise des travaux par d'autres artistes. Il est probable que certaines parties déjà peintes par Masaccio aient été martelées dans une sorte de damnatio memoriae car elles contenaient des portraits des Brancacci.
Ce n'est qu'avec la réadmission de la famille dans la ville en 1480 qu'elle put être achevée, la tâche étant confiée à l'artiste qui, après tout, était alors le plus fidèle à la tradition de Masaccio, Filippino, fils de Fra Filippo Lippi, premier élève du grand innovateur de la peinture florentine.
On pense que Masaccio avait déjà peint un Crucifiement de saint Pierre derrière l'autel, qui a été démantelé vers 1458 lorsque la chapelle a été de nouveau consacrée à la Madonna del Popolo, du nom d'un panneau du XIIIe siècle qui est toujours présent, nécessitant de réorganiser le mur du fond.
L'intervention de Lippi n'est pas documentée avec exactitude, mais est datable grâce à quelques indices cités par Vasari dans les années 1485, années où le peintre, alors âgé de vingt-cinq ans, commence à recevoir d'importantes commandes personnelles.

## Description
La scène de Saint Pierre en prison est visité par saint Paul est située sur le pilier gauche de la chapelle, sous Adam et Eve chassés de l'Éden de Masaccio.
Le saint regarde par une fenêtre à barreaux, tandis que le visiteur, saint Paul, tourne le dos à l'observateur. La scène a peut-être été conçue par Masaccio, comme en témoigne la parfaite continuité architecturale avec la scène contiguë de la Résurrection du fils de Théophile.

## Style
Afin de ne pas briser l'homogénéité de l'ensemble, Filippino a tenté de tempérer son style, en adaptant sa palette aux couleurs des fresques les plus anciennes et en conservant le cadre solennel des personnages. Malgré cela, son style est aujourd'hui facilement reconnaissable, car il est marqué par un contraste plus mûr et est doté de la ligne de contour typique du style intellectualiste de la Renaissance à l'époque de Laurent le Magnifique qui s'oppose au « jet » de peinture de Masaccio, fait de brouillons rapides de couleur et de lumière.

## Source de traduction
- (it) Cet article est partiellement ou en totalité issu de l’article de Wikipédia en italien intitulé « San Pietro in carcere visitato da san Paolo » (voir la liste des auteurs).